# Арнольд, Виржини
Виржини Арнольд (фр. Virginie Arnold; род. 24 декабря 1979, Бискарросс) — лучница из Франции, бронзовый призёр Олимпийских игр.

## Карьера
Начала заниматься стрельбой из лука в 2008, тогда же состоялся её дебют на международном уровне.
На летних Олимпийских играх 2008 года в Пекине Арнольд в предварительном раунде набрала 626 очков. Став 39-й сеяной, уже в первом раунде Виржини проиграла Хатуне Лориг со счётом 105:107.
Вместе с Беранжер Шу и Софи Додемон она приняла участие в командных соревнованиях. Французская команда стала пятой сеяной благодаря результатам участниц в предварительном раунде личных соревнований, которые были просуммированы. Это позволила начать турнир со стадии четвертьфинала. Со счётом 218:211 француженки победили сборную Польши, однако в полуфинале против Южной Кореи они набрали всего 184 очка. Выбыв в матч за бронзовую медаль, они выиграли его у Великобритании со счётом 203:201.
В 2011 году приняла участие на этапе европейского Гран-при в Боэ, где в 1/16 финала победила Наталью Валееву. Это соревнование по данным Всемирной федерации стрельбы из лука остаётся единственным после Олимпиады-2008 для Арнольд.